# 前科おんな 殺し節
『前科おんな 殺し節』（ぜんかおんな ころしぶし）は、1973年公開の日本映画。製作：東映

## キャスト
- 羽鳥マキ：池玲子
- 芦田かおる：片山由美子
- 木村夏子：風間千代子
- 中川雪江：宗田政美
- 谷政代：杉本美樹
- 大場喜一：葉山良二
- 速水：堀田真三
- 須貝：佐藤晟也
- 矢吹：北川恵一
- 尾形：花田達
- 浜田安太郎：見明凡太朗
- 浜田鉄：地井武男
- 大島：伊達弘
- 宮本：中田博久
- 照男：菅野直行
- 淡野亀次郎：小松方正
- 女囚：竹村清女
- 女囚：小甲登枝恵
- 女囚：章文栄
- 女囚：久保井都子
- 女囚：河野洋子
- 女囚：八百原寿子
- 大場仔分：木川哲也
- 大場仔分：高月忠
- 大場仔分：城春樹
- 大場仔分：三浦忍
- 大場仔分：宮地謙吾
- 浜安仔分：沢田浩二
- 浜安仔分：亀山達也
- 浜安仔分：藤崎英幸
- 浜安仔分：横山繁
- 浜安仔分：清水照夫
- 羽鳥信太郎：百良雄
- 中年男：由利徹
- 賭場の男：日尾孝司
- 賭場の男：須賀良
- 取引相手：土山登士幸
- 取引相手：比良元高
- 刑事：高野隆志
- 中年女：伊藤慶子
- 米兵：ウィリー・ドーシー

## スタッフ
- 監督：三堀篤
- 脚本：松田寛夫・神波史男
- 企画：吉峰甲子夫・高村賢治
- 撮影：飯村雅彦
- 音楽：八木正生
- 美術：北川弘
- 編集：祖田富美夫
- 録音：内田陽造
- スチル：加藤光男
- 照明：桑名史郎
- 助監督：橋本新一

## 主題歌
「ふうてんぐらし」 歌：池玲子、作詞：石坂まさを／作曲：曽根幸明